# Arkadiusz Klimek
Arkadiusz Klimek (ur. 25 marca 1975 w Iławie) – polski piłkarz występujący na pozycji napastnika.

## Kariera
Klimek swoją karierę rozpoczął w Unii Susz. Następnie grał w Jezioraku Iława, skąd przeniósł się w 1995 roku do Stomilu Olsztyn. W I lidze zadebiutował 29 lipca 1995 w wygranym 1:0 meczu z ŁKS-em Łódź, a 24 sierpnia 1996 w przegranym 1:4 spotkaniu z Rakowem Częstochowa strzelił swojego pierwszego gola w lidze. W barwach Stomilu rozegrał 66 meczów i strzelił 10 goli. 
W 1998 roku przeniósł się do Lubina, by występować w miejscowym Zagłębiu. Tam w trakcie 6 sezonów zdobył 23 bramki w I lidze. W 2003 roku został piłkarzem greckiego Panioniosu. W lidze greckiej zdobył 4 bramki. Po roku powrócił do Polski, gdzie w sezonie 2004/2005 reprezentował barwy Wisły Płock. Po jednym sezonie spędzonym w polskiej ekstraklasie wyjechał na Litwę. Występował w zespole FBK Kaunas, z którym zdobył mistrzostwo i Puchar Litwy w sezonie 2005/2006. 
W 2007 roku został wypożyczony do szkockiej drużyny Heart of Midlothian FC. W Scottish Premier League zadebiutował 12 lutego 2007 w meczu przeciwko Inverness (1:0). Po pół roku w Hearts wrócił do Kaunas. W sezonie 2007 nie rozegrał tam ani jednego meczu, a następnie przeniósł się do łotewskiego FK Liepājas Metalurgs. We wrześniu 2008 został zawodnikiem drugoligowego Jezioraka Iława, a w 2010 roku zakończył tam karierę.